# (2295) Matusovskij
(2295) Matusovskij est un astéroïde de la ceinture principale.

## Description
(2295) Matusovskij est un astéroïde de la ceinture principale. Il fut découvert le 19 août 1977 à Naoutchnyï par Nikolaï Tchernykh. Il porte le nom de Mikhaïl Matoussovski. Il présente une orbite caractérisée par un demi-grand axe de 2,90 UA, une excentricité de 0,10 et une inclinaison de 2,5° par rapport à l'écliptique.

## Compléments